# Disparomitus schultzei
Disparomitus schultzei is een insect uit de familie van de vlinderhaften (Ascalaphidae), die tot de orde netvleugeligen (Neuroptera) behoort. 
Disparomitus schultzei is voor het eerst wetenschappelijk beschreven door Esben-Petersen in 1928.